# Dumbarton Football Club
Pour les articles homonymes, voir Dumbarton.
Ne doit pas être confondu avec Dumbarton Harp Football Club.
Maillots
Actualités
Dernière mise à jour : 27 décembre 2024.
Le Dumbarton Football Club est un club écossais de football basé à Dumbarton. Le club fait partie des dix fondateurs de la Scottish Football League et du premier championnat d'Écosse en 1890 et l'un des cinq parmi ces dix clubs à encore exister aujourd'hui.

## Historique
- 1872 : fondation du club
- 1879 : installation dans leur stade historique de Boghead Park
- 1890 : 1re participation au championnat de 1re division (saison 1890/91)
- 2000 : fermeture de leur stade historique, le Boghead Park.
- 2001 : ouverture de leur nouveau stade, le Strathclyde Homes Stadium (entretemps, le club a joué ses matchs à domicile à Cliftonhill et à Cappielow Park)
- 2022 : À l'issue de la saison 2021-22 le club est relegué à Scottish League Two (quatrième division écossaise).
- 2024 : Dumbarton rejoint la Scottish League One.
- 2025 : À l'issue de la saison 2024-25 le club est relegué à Scottish League Two (quatrième division écossaise).

## Palmarès
| Compétitions nationales | Compétitions internationales |
| - Championnat d'Écosse (2) : - Champion : 1891 et 1892. - Championnat d'Écosse de deuxième division (2) : - Champion : 1911 et 1972. - Vice-champion : 1908 et 1984. - Championnat d'Écosse de troisième division (1) : - Champion : 1992. - Vice-champion : 1995. - Championnat d'Écosse de quatrième division (1) : - Champion : 2009. - Vice-champion : 2002. - Coupe d’Écosse (1) : - Vainqueur : 1883. - Finaliste : 1881, 1882, 1887, 1891 et 1897. - Scottish Challenge Cup : - Finaliste : 2018 - Scottish Qualifying Cup : - Finaliste : 1912 - Glasgow Merchants Charity Cup : - Finaliste : 1882, 1885. - B Division Supplementary Cup : - Finaliste : 1946 |                              |

## Joueurs et personnalités du club

### Entraîneurs
- Davie Wilson
- Alex Jackson
- Alex Bennett
- James McAulay
- Joseph Lindsay
- Chic Charnley

## Redressement judiciaire
Le 19 Novembre 2024, le Dumbarton FC et mis en liquidation judiciaire. Cela est dû à un non versement d'une vente d'un terrain, qui devait apporter au club 1 million d'€. La sanction sera 15 points de suspensions. Le club fera une levé de fond auprès de ses supporters, et récoltera 95 000 € sur un objectif initial de 50 000 €.